# Boussac (Creuse)
Boussac è un comune francese di 1 429 abitanti situato nel dipartimento della Creuse nella regione della Nuova Aquitania.

## Geografia fisica
Boussac è situata lungo la riva destra della cosiddetta Petite Creuse, il piccolo affluente della Creuse, fiume principale della regione. La cittadina è in una posizione centrale rispetto agli altri centri della regione, essendo a 19 km da Châtelus-Malvaleix, a 21 km da Sainte-Sévère-sur-Indre, a 23 km da Huriel, a 26 km da Chambon-sur-Voueize, a 28 km da Culan, a 30 km da Bonnat e da Chénérailles, a 34 km da Montluçon, a 35 km da La Châtre e a 39 km da Guéret.

## Storia
Il nome di Boussac ha una particolare etimologia, derivando infatti il suo termine dalla parola latina Bociacus/Bociacum, che sta ad indicare letteralmente Il regno di Bocius.

## Società

### Evoluzione demografica
Abitanti censiti